# 何文秀
何文秀，越剧古装戏，源于明代传奇《何文秀玉钗记》。

## 剧情简介
明代嘉靖年间，何文秀因奸臣陷害，全家落难，何文秀得相国之女王兰英相助，后二人私订婚姻。何文秀被恶霸张堂诬告入狱，之后被救出，考试得中后得任巡抚。文秀寻访到王兰英下落，打扮成算命先生前去探询。两人终于团聚，张堂被处斩。

## 演出
1920年代，男班即演出此剧。1953年，陈曼、杨理改编此剧。芳华越剧团演出此剧，尹桂芳饰何文秀，许金彩饰王兰英。此剧为尹桂芳代表作之一。
1982年上海越剧院三团为青年演员排演此剧，由赵志刚、连玉烨/应国英主演，尹桂芳亲自指导，一时风靡大江南北，赵志刚也由此一炮而红。

## 相关影视
- 1986年舞台演出录像-越剧《何文秀》，主演赵志刚、连玉烨、胡敏华等。赵志刚、连玉烨1986年北京演出录像 （页面存档备份，存于）

- 2005年越剧电视剧《何文秀传奇》，主演萧雅、华怡青。[2]